# Mieczysław Rzechorzek
Mieczysław Rzechorzek, ps. „Frank” (ur. 23 kwietnia 1924 w Przemyślu, zm. 23 stycznia 2017 w Nottingham) – lotnik-obserwator Polskich Sił Powietrznych w Wielkiej Brytanii, przywódca związków zawodowych w Rodezji Północnej i Zambii, przedsiębiorca w Wielkiej Brytanii.

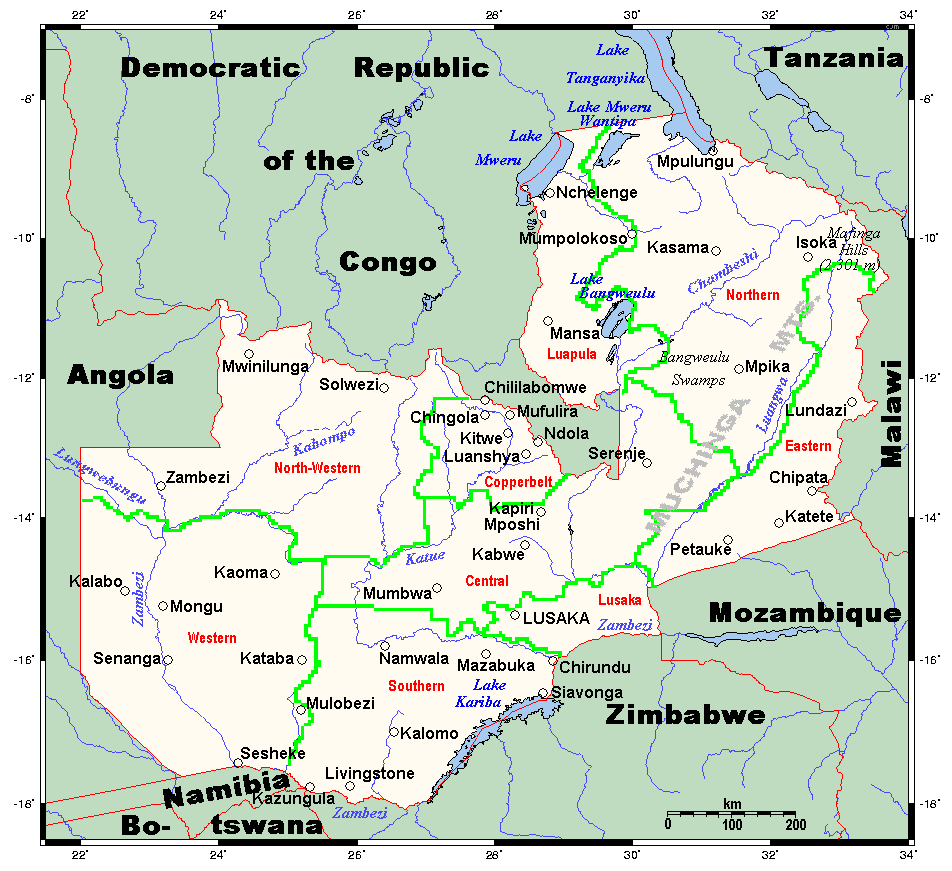
Mapa Zambii; Pas Miedzionośny (Copperbelt) i Mufulira znajdują się w środku mapy, miejsce internowania Mporokoso jest oznaczone jako Mumpolokoso (na północny wschód od Mufuliry)

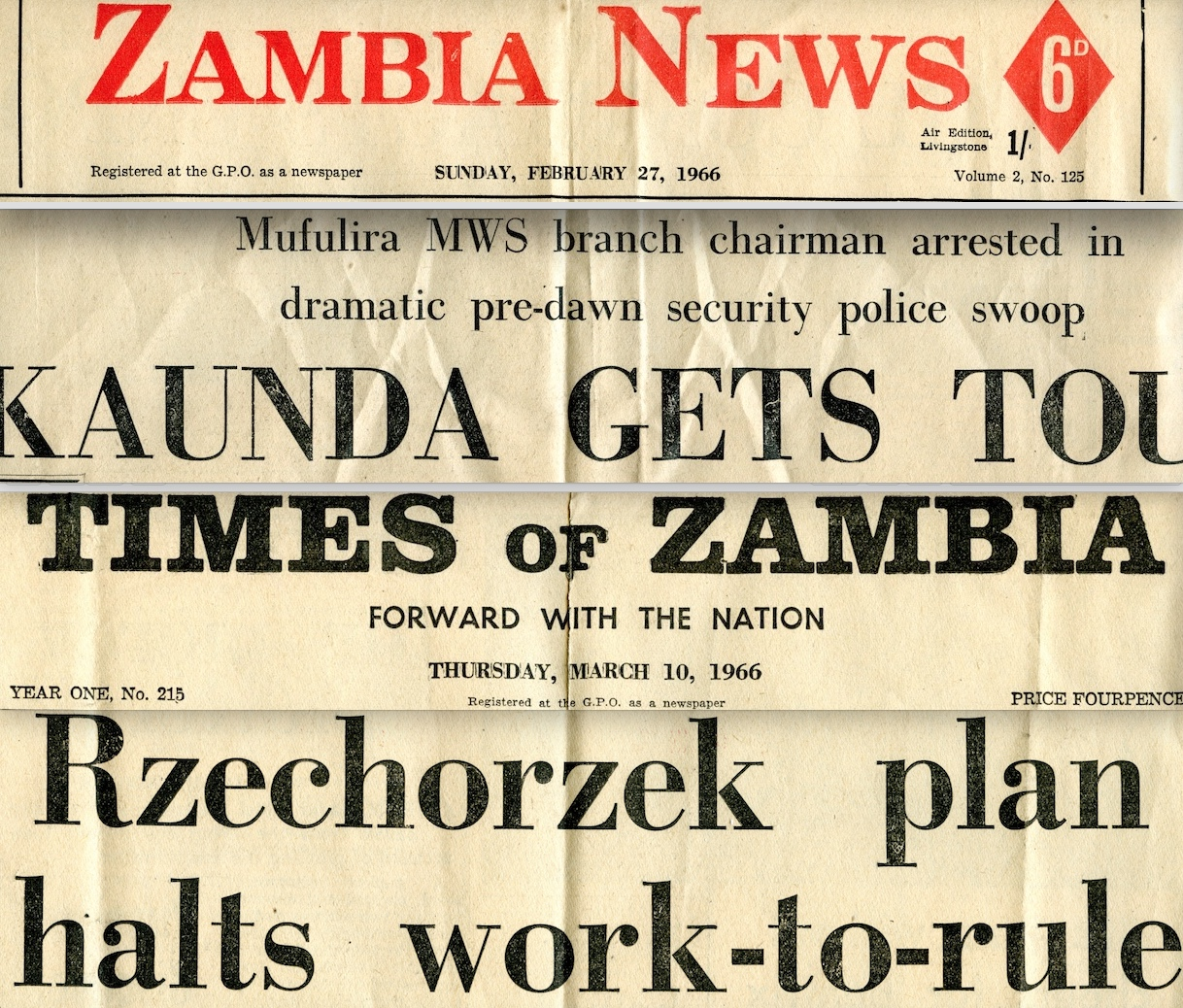
Nagłówki gazet zambijskich w okresie strajku górników miedzi w lutym i marcu 1966

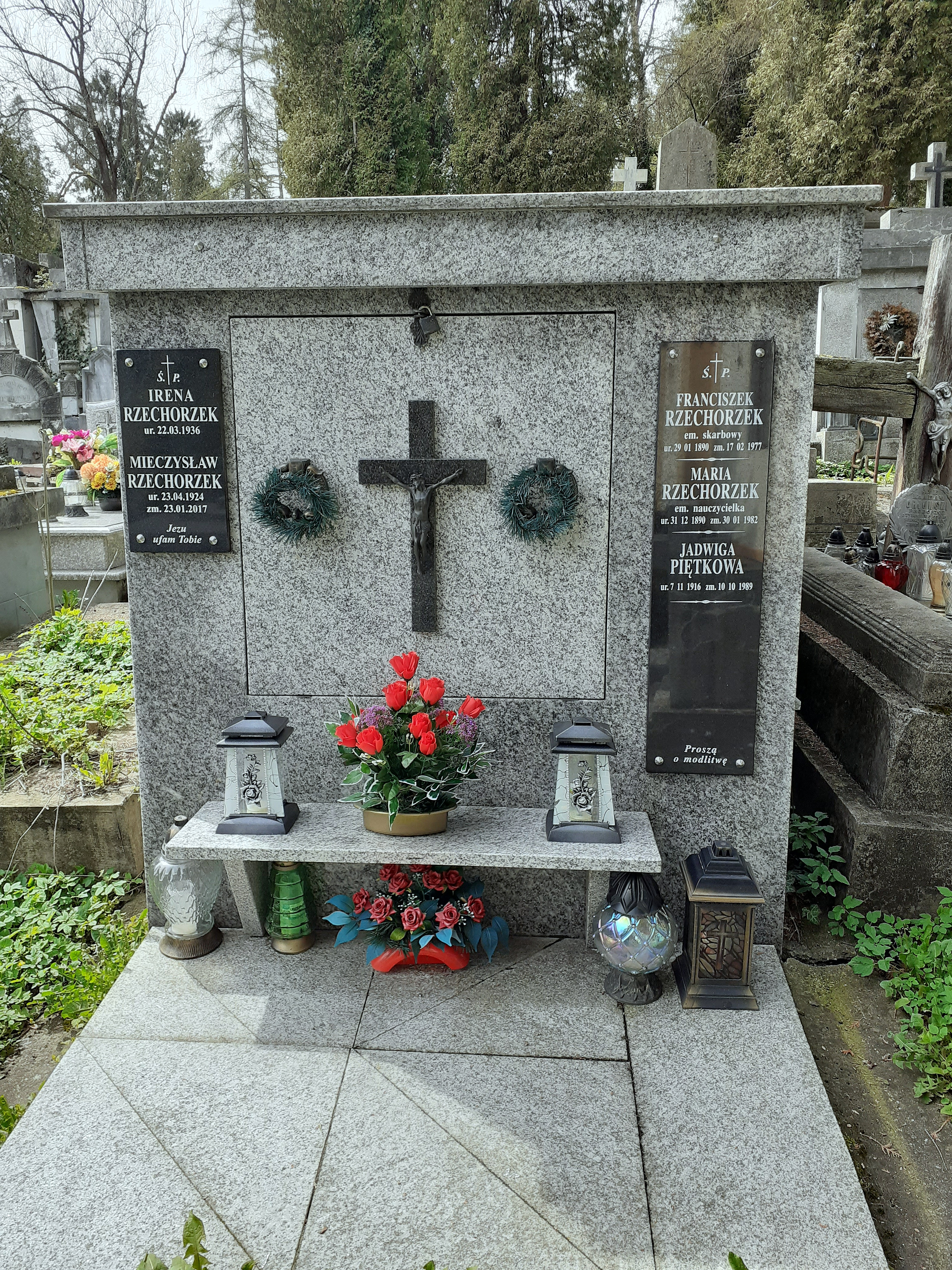
Grobowiec rodzinny Mieczysława Rzechorzeka

## Życiorys

### Pochodzenie
Jego ojciec Franciszek (1890-1977) był prawnikiem, który w 1914 został wzięty do niewoli rosyjskiej i zesłany do Kazachstanu, skąd powrócił w 1922. Matka, Maria z Markiewiczów (1890-1982), była nauczycielką. Pradziad Józef Rzechorzek (Rehorek) był spolonizowanym Czechem. Mieczysław dzieciństwo spędził w Przemyślu.

### II wojna światowa
Jako piętnastoletni chłopiec, 17 września 1939 roku, przekroczył granicę rumuńską z zamiarem wstąpienia do polskiego wojska. Do dokumentów wpisał o trzy lata wcześniejszą datę urodzenia, co zostało odkryte przez nauczyciela z jego przemyskiej szkoły, który pracował w polskim przedstawicielstwie konsularnym w Bukareszcie. Razem z rodzinami polskich oficerów organizującego się we Francji wojska polskiego został wysłany do Algieru, gdzie ukończył polskie liceum i w kwietniu 1943 otrzymał świadectwo dojrzałości.
Będąc już pełnoletni postanowił wstąpić do polskiego lotnictwa na terenie Wielkiej Brytanii, gdzie dopłynął razem z transportem żołnierzy Legii Cudzoziemskiej. Po krótkiej służbie w polskiej marynarce wojennej został przyjęty w grudniu 1943 na szkolenie dla lotników-obserwatorów w bazie polskiego lotnictwa w Blackpool, otrzymał numer służbowy RAF 706993. Ukończył kolejne szkolenia w bazach w Hucknell, a następnie w Crouthon koło Oxfordu. Odbył 14 lotów bojowych na pokładzie bombowców. W marcu 1949 został zdemobilizowany z Royal Air Force. Ukończył rok studiów chemii tekstylnej na University of Nottingham.

### Okres afrykański
W 1953 wyjechał do Afryki Środkowej i podjął pracę jako górnik w kopalniach miedzi w ówczesnej Rodezji Północnej, która przed II wojną światową była największym producentem miedzi na świecie. Po dwóch latach pracy został wybrany przedstawicielem związkowym, a później wiceprzewodniczącym i przewodniczącym (1961) dużego związku zawodowego Northern Rhodesia Mine Workers’ Union, reprezentującego pracowników technicznych (głównie europejskich) ośmiu kopalni miedzi w rejonie Pasa Miedzionośnego (Copperbelt) z ośrodkiem w miejscowości Mufulira. Używał łatwego w języku angielskim imienia „Frank”. Podczas urlopów podróżował do Europy, a w 1958 po raz pierwszy otrzymał wizę PRL i w czasie pobytu w Polsce ożenił się z Ireną Skalską.
W 1963 był przywódcą najdłuższego w historii górnictwa miedzi w Rodezji Północnej trzymiesięcznego strajku, który regulował warunki zatrudnienia wszystkich górników. W 1964 związek zawodowy, którym dalej kierował, przyjął nazwę Mineworkers’ Society. Było to związane z ogłoszeniem 24 października 1964 przez Rodezję Północną (wchodzącą dotąd w skład Federacji Rodezji i Niasy) niepodległości jako Zambia. Prezydentem nowo powstałego państwa został dotychczasowy premier Kenneth Kaunda, który zdecydowanie wprowadzał reformy społeczne i własnościowe zgodne z ideologią „afrykańskiego socjalizmu” (ze wsparciem Chin i Tanzanii), a w 1972 przekształcił Zambię w państwo jednopartyjne i stopniowo przejął pełną kontrolę nad brytyjskimi i amerykańskimi towarzystwami gospodarczymi, a szczególnie nad kopalniami miedzi, które stanowią o jej zasobności.

#### Kryzys strajkowy
Kolejny strajk w Mufulirze spotkał się z silną reakcją ze strony prezydenta Kaundy, który 27 lutego 1966 wydał nakaz internowania Mieczysława Rzechorzeka w odległym Mporokoso w Prowincji Północnej Zambii. Równocześnie postawiono w stan gotowości część sił zbrojnych Zambii. Po miesiącu negocjacji Mieczysław Rzechorzek został uwolniony, a następnie zwolniony z pracy pod naciskiem rządu i konkurencyjnego związku zawodowego górników afrykańskich. W tej sytuacji postanowił po 15 latach pobytu w Afryce powrócić do Wielkiej Brytanii, dokąd dotarł na początku lutego 1967.

### Okres angielski
Zamieszkał z żoną w Nottingham w Anglii, gdzie początkowo był udziałowcem, a później właścicielem dużej wytwórni odzieży skórzanej. Przedsiębiorstwo to było dostawcą dla domów towarowych, a także dla pilotów RAF z reprezentacyjnej formacji Red Arrows. W 1994 przeszedł na emeryturę. Wielokrotnie odwiedzał rodzinny Przemyśl, gdzie przy współudziale rodziny wydał wspomnienia.
Urna z jego prochami została pochowana w grobowcu rodzinnym na cmentarzu Głównym w Przemyślu (kwatera 10, rząd 9, miejsce 7).